# New Jersey State Prison

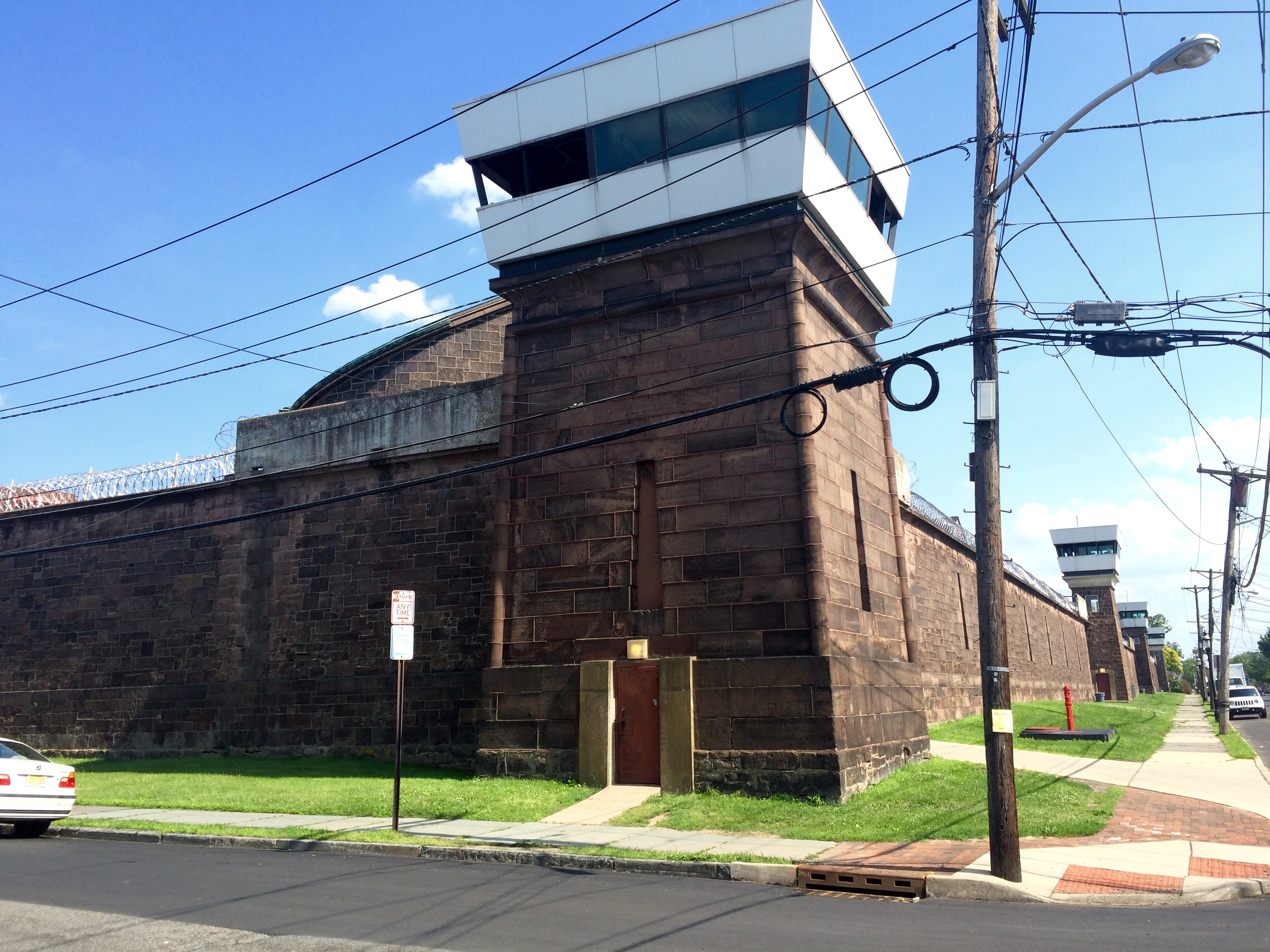
Teil der 1832 errichteten Gefängnismauern mit moderneren Aufbauten

Das New Jersey State Prison (ehemals Trenton State Prison) ist ein staatliches Gefängnis in Trenton, der Hauptstadt des US-Bundesstaats New Jersey. Am 7. August 2009 verbüßten 1916 Häftlinge ihre Strafe in dieser Haftanstalt.
Die Anstalt ist in zwei verschiedene Sicherheitsbereiche unterteilt, wird aber in der Klassifikation des US-amerikanischen Gefängnissystems als Maximum Security eingestuft. Betrieben wird die Strafvollzugseinrichtung vom New Jersey Department of Corrections, der Strafvollzugsbehörde des Bundesstaats New Jersey. Die Bettwäsche- und Kleidungsausgabe innerhalb der Haftanstalt wird ebenfalls von einer bundesstaatlichen Behörde, dem Bureau of State Use Industries unterhalten.
Ebenfalls in der Anstalt untergebracht waren alle zum Tode verurteilten Hinrichtungskandidaten des Bundesstaats. Am 13. Dezember 2007 stimmte das Abgeordnetenhaus von New Jersey für die Abschaffung der Todesstrafe, die bereits zuvor außer Kraft gesetzt worden war. Besonders bekannt wurde das Gefängnis im Jahr 1952, als im März, April und Oktober mehrere schwere Gefangenenrevolten in der Strafanstalt stattfanden. Zwar konnten alle erfolgreich niedergeschlagen werden, jedoch geriet in der Folge die Gefängnisverwaltung und die Anstalt selbst in die Kritik der Medien.

## Bekannte Insassen
- Richard Kuklinski (1935–2006), Auftragsmörder der New Yorker Mafia mit Verbindungen zur Gambino-Familie.[2]
- Joseph Kuklinski (1944–2003), Bruder von Richard Kuklinski.
- Jahmell Crockam (1991–heute), Mörder des Polizisten Chris Matlosz.
- Peter Kudzinowski (1903–1929), später hingerichteter Kindermörder.
- Jesse Timmendequas (1969–heute), wurde wegen der Ermordung der siebenjährigen Megan Kanka zum Tode verurteilt.
- Joseph Vincent Moriarty (1910?–1979), Mafia-Gangster.
- Bruno Hauptmann, wurde wegen der Entführung von Charles Lindberghs Sohn verurteilt.
- Charles Cullen (1960–heute), Serienmörder.
- Richard Cottingham (1946-heute), Serienmörder.
- Richard Fran Biegenwald (1940–2008), Serienmörder.
- Rubin Carter, Boxer, der wegen Mordes verurteilt wurde. 1985 wegen Wiederaufnahme des Verfahrens durch ein Bundesgericht freigelassen.
- Max B (2009–heute) Rapper der Gruppe Byrdgang. Er wurde zu 75 Jahren Haft wegen Mordes und anderer Delikte verurteilt.